# Diasemopsis jeanneli
Diasemopsis jeanneli är en tvåvingeart som beskrevs av Seguy 1938. Diasemopsis jeanneli ingår i släktet Diasemopsis och familjen Diopsidae. Inga underarter finns listade i Catalogue of Life.